# The Pioneers
The Pioneers ist eines der kommerziell erfolgreichsten und musikalisch interessantesten jamaikanischen Vokal-Trios des Early Reggae, also der Entstehungszeit und Frühphase der Reggae-Musik. Ihr bekanntester Hit ist Long Shot Kick de Bucket von 1969.

## Werdegang
Die Gruppe wird 1962 von Winston Hewitt und den Brüdern Derrick und Sydney Crooks (* 24. Februar 1945, Westmorland, Jamaika), gegründet, Hewitt wird jedoch bald durch Glen Adams ersetzt. Ihre erste Single „Sometime“ nehmen sie 1965, noch in der Ska-Ära, für den Produzenten Leslie Kong auf. Adams verfolgt bald eine Karriere als Studio-Musiker und spielt Orgel bei Lee Perrys Band The Upsetters, Derrick Crooks wird durch Jackie Robinson (* 21. Juli 1951) ersetzt.
In der Besetzung Sydney Crooks/Jackie Robinson nehmen die Pioneers 1967 für den Produzenten Joe Gibbs mit Gimme a Little Loving ihre erste Single auf, die in den jamaikanischen Single-Charts Platz 1 erreichen soll. Ebenfalls ein Top-Hit wird Long Shot, ein Song über die Erfolge eines berühmten jamaikanischen Rennpferds. Zu diesem Zeitpunkt hat sich der Ska zum Rocksteady gewandelt und soll bald in den Reggae übergehen.
Desmond Dekkers jüngerer Halbbruder George Dekker (* 17. Oktober 1946, auch bekannt als George Agard oder Johnny Melody), stößt zur Gruppe, so dass es sich wieder um ein Trio handelt. Sie wechseln zum Produzenten Leslie Kong und nehmen mit Easy Come, Easy Go, einen weiteren Nummer-eins-Hit auf. 1969 folgt ihr vielleicht berühmtester Song Long Shot Kick de Bucket. Es handelt sich um die Fortsetzung von Long Shot und erzählt die Geschichte, wie das Rennpferd zusammen mit einem anderen Pferd namens Combat bei einem Wettkampf in Caymanas Park in Kingston umgekommen ist. Die Single wird auch in Großbritannien gespielt und erreicht schließlich Platz 21 der dortigen Charts.
In diesem und dem folgenden Jahr befindet sich die Gruppe auf ihrem künstlerischen Höhepunkt. Ihre Songs haben eine afrikanisch anmutende, beinahe mystische Monotonie, die sich erst viel später bei Reggae-Gruppen wie Burning Spear wieder findet. Beispiele für diesen Sound sind Black Bud, Simmer Down Quashi und Samfie Man. Ein weiterer großer Erfolg aus dieser Zeit ist Battle of the Giants. Nach einer Tournee durch Ägypten und den Libanon ändert sich ihr Stil zu einem kommerzielleren, eher Pop-orientierten Reggae. Dieser Richtungswandel beschert ihnen ihren größten Erfolg in England, Let Your Yeah Be Yeah. Das von Jimmy Cliff verfasste Stück erreicht Platz 5 der britischen Charts. Ihr Song Time Hard aus dem Jahr 1972 wird fünf Jahre später auf dem Debüt-Album der Gruppe The Selecter erscheinen und in dieser Version zu einem der frühesten Hits des 2-tone-Ska (auch „2nd Wave of Ska“ genannt) werden.
Ab 1973 verfolgte Dekker eine Karriere als Sänger und Komponist, Robinson arbeitete ebenfalls als Solo-Sänger, während Sidney Crooks sich auf die Produktion verlegte und seit den späten Achtzigern ein eigenes Studio in Luton, Bedfordshire (England), betreibt. Die Pioneers haben sich niemals offiziell aufgelöst, die Mitglieder traten im Laufe der Jahre sporadisch immer wieder gemeinsam auf.

## Diskografie

### Singles
- Sometime (1965)
- Good Nannie (1966)
- Too Late (1966)
- I love no other Girl (1966)
- Teardrops to a Smile (1966)
- Rudies Are The Greatest (1967)
- Some Of Them A Bawl (1967)
- Whip them (1967)
- Gimme a little Loving (1967)
- Having A Bawl (1967)
- Long Shot (1968)
- Pan Ya Machete (1968)
- Dem A Laugh (1968)
- Run Come Walla (1968)
- Catch the Beat (1968)
- No Dope Me Pony (1968)
- Me Nah Go A Bellevue (1968)
- Catch The Beat (1968)
- Reggay Beat (1968)
- Mama Look Deh (1968)
- Jackpot (1968)
- Things got to Change (1968)
- Easy Come Easy Go (1968)
- Long Shot Kick De Bucket (1969)
- Black Bud (1969)
- Poor Remeses (1969)
- Samfie Man (1969)
- Simmer Down Quashi (1969)
- Battle of the Giants (1970)
- Money Day (1970)
- Cherri, Cherri (1970)
- Starvation (1970)
- I Need Your Sweet Inspiration (1970)
- Let Your Yeah Be Yeah (1971)
- Give and Take (1971)
- Time Hard (1972)
- Roll Muddy River (1972)

### Alben
- Greetings from the Pioneers (1968) (Tracks: Me Naw Go a Believe, You’ll Never Get Away, Baby Don’t Be Late, Shake It Up, No Dope Me Pony, Whip Them, Gimme Gimme Girl, Things Just Got To Change, Sweet Dreams, Tickle Me For Days, Jackpot, Give Me A Little Loving)
- Long Shot (1969) (Tracks: Long Shot, Caranapo, Black Bud, Long Up Your Mouth, Bring Him Come, Mother Ritty, Poor Rameses, Samfie Man, Belly Gut, Lucky Side, Trouble Dey A Bush, Boss Festival)
- Battle of the Giants (1970)
- Yeah (1971)
- Let Your Yeah Be Yeah (1972)
- I Believe in Love (1972) (Tracks: The World Needs Love, Poor Man's Son, Alright On The Night, Take It Easy, Higher & Higher, I'll Be Standing By, I Believe In Love, Time Hard, Live To Love, Habit, Do What You Wanna Do, Destiny)
- Freedom Feeling (1973) (Tracks: Freedom Train, Marita, Papa Was a Rolling Stone, Smokin’, Bye Bye Love, Pony Express, Bad to Be Good, My Love, Take a Look Around, Some Livin’, Some Dyin’, Vanity, At the Discotheque)
- Roll on Muddy River (1974)
- I’m Gonna Knock on Your Door (1974)
- Pusher Man (1974)